# Bay of Exploits
De Bay of Exploits is een baai van zo'n 1000 km² in de Canadese provincie Newfoundland en Labrador. De erg eilandrijke baai bevindt zich aan de noordkust van het eiland Newfoundland en sluit in het noorden aan bij Notre Dame Bay.

## Geografie
De Exploits, de langste rivier van Newfoundland, mondt uit in het uiterste zuidwesten van de gelijknamige baai. In het westen wordt de baai begrensd door het 27 km lange schiereiland Fortune Harbour. Naar het oosten toe volgt de baai de kust van Newfoundland, tot aan het einde van het schiereiland Port Albert.
De Bay of Exploits ligt bezaaid met honderden eilanden, waarvan het 185 km² metende New World Island bij verre het grootste is. Het zeer dunbevolkte Chapel Island, dat pal tussen New World Island en Boyd's Cove (op Newfoundland) gelegen is, is het tweede grootste eiland. Alle andere eilanden in de baai zijn onbewoond, met uitzondering van Strong's Island.

### Plaatsen
Langsheen de oevers van de Bay of Exploits liggen verschillende dorpen, vooral dan aan de zuidrand van de baai. Behalve een aantal gemeentevrije gehuchten, betreft het ook veertien plaatsen met gemeentestatus (towns). Bij verre de grootste hieronder qua inwoneraantal anno 2016 zijn Lewisporte (3.409) en Botwood (2.875).
De andere gemeenten die aan de kust van de baai liggen zijn, in tegenwijzerzin: Point of Bay, Northern Arm, Peterview, Norris Arm, Embree, Little Burnt Bay, Campbellton, Comfort Cove-Newstead, Baytona, Birchy Bay, Summerford en Cottlesville. Daarnaast liggen er aan de oevers van de Bay of Exploits ook een aantal gemeentevrije dorpen waaronder Stanhope.

## Galerij

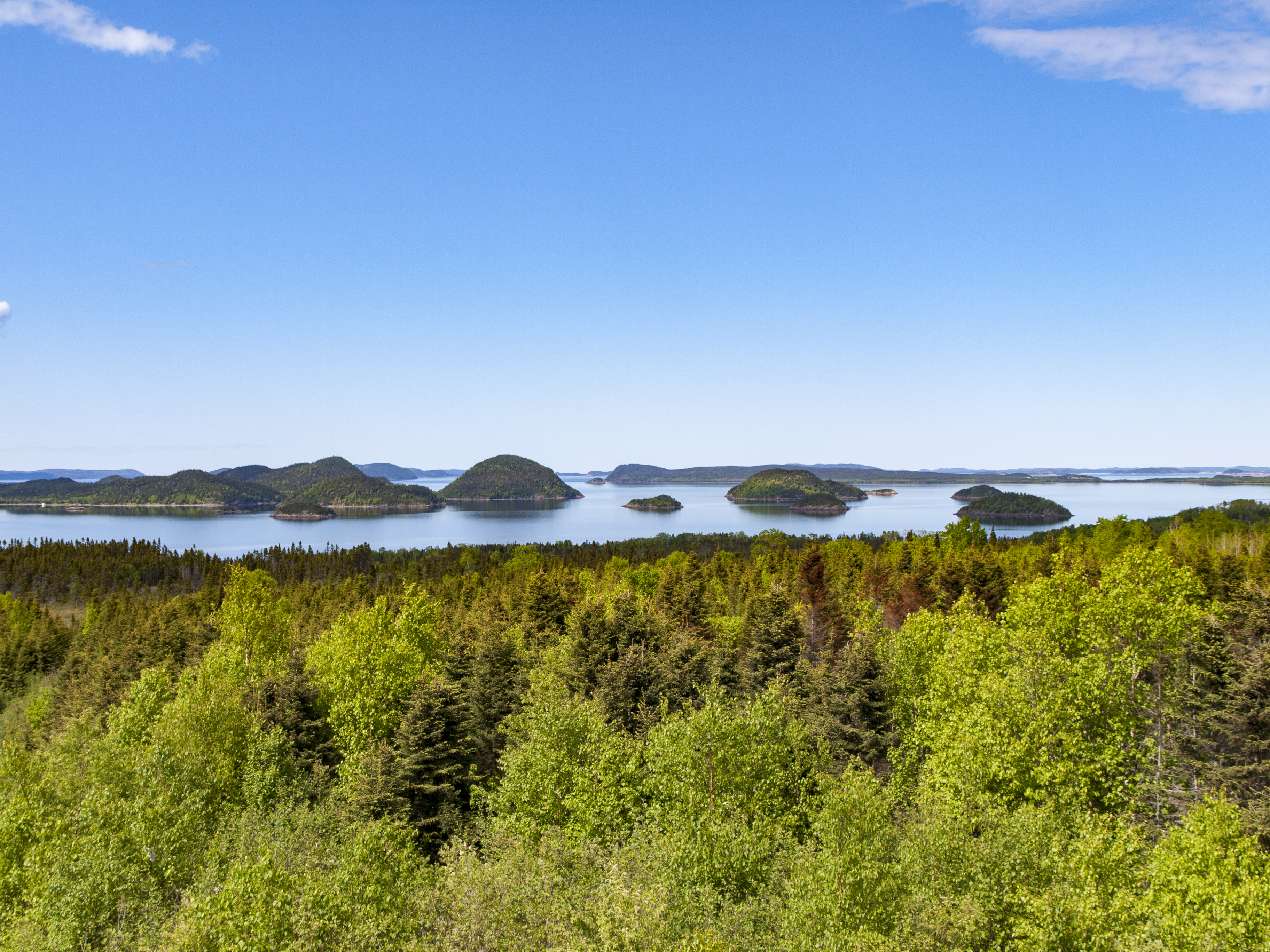
Zicht op de met eilanden bezaaide Bay of Exploits vanaf een heuveltop
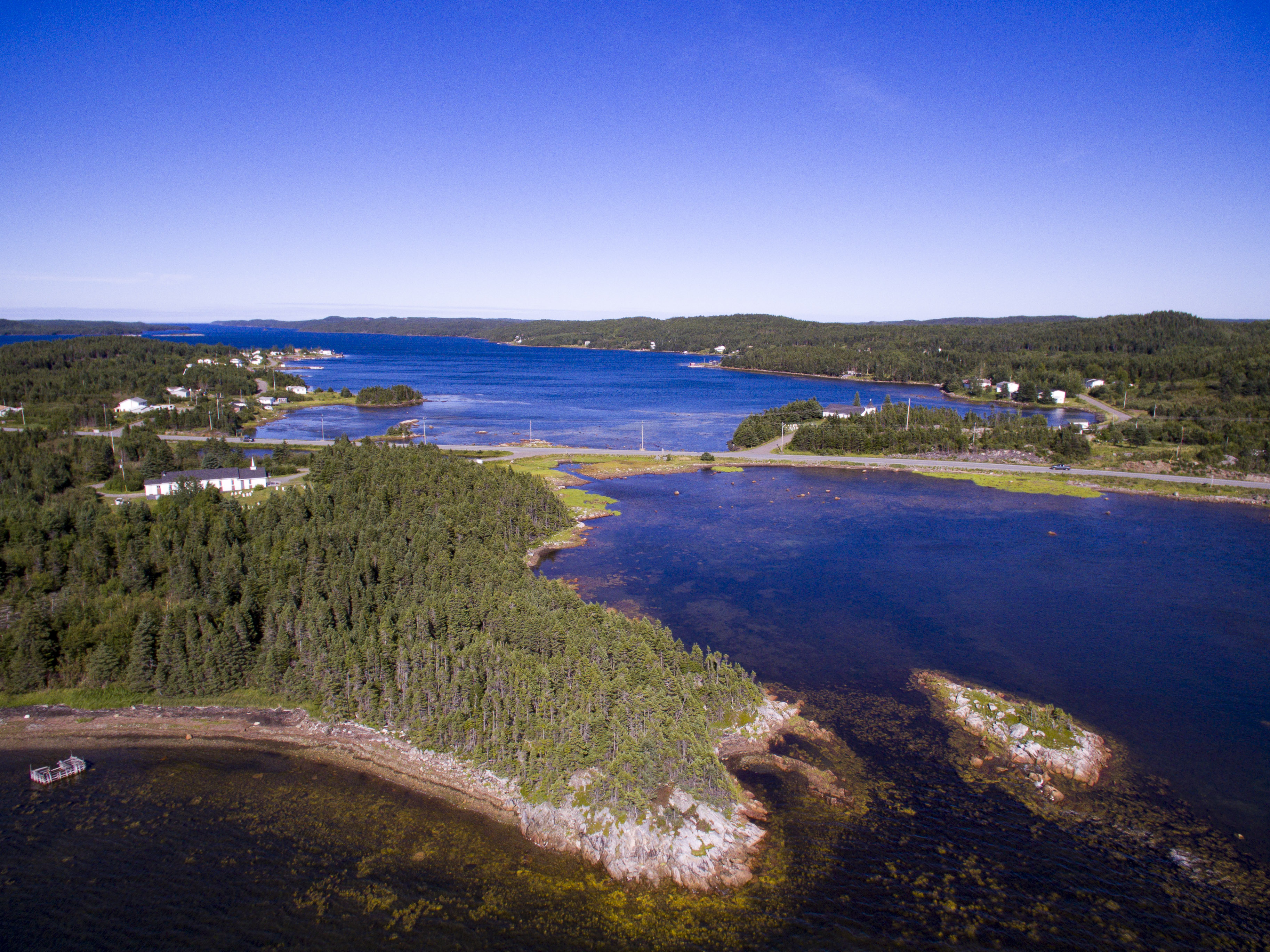
De baai in de directe omgeving van Boyd's Cove
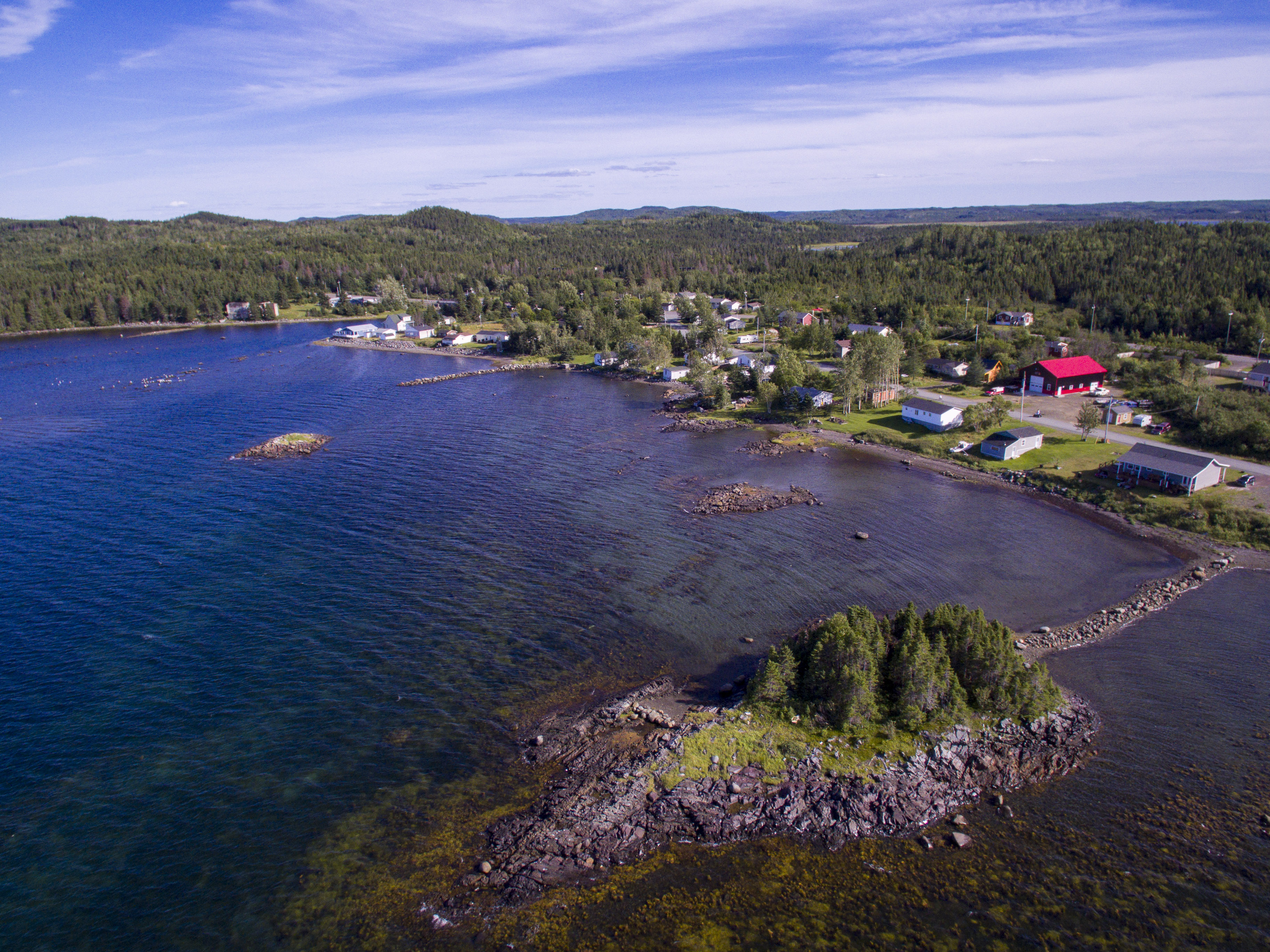
Campbellton, een van de vele dorpen aan de zuidkust van de baai
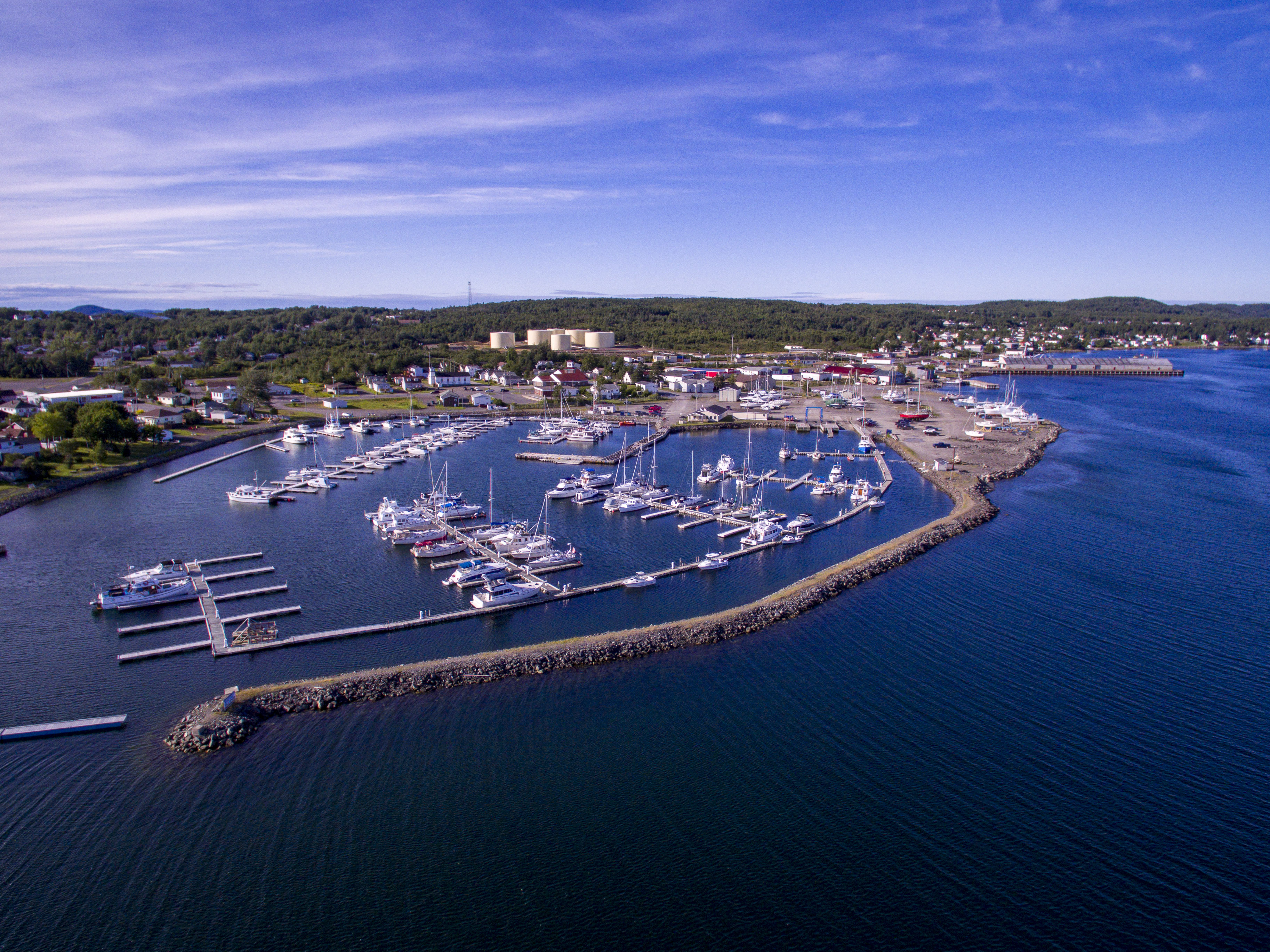
Luchtbeeld van de haven van Lewisporte, het grootste dorp aan de oevers van de baai